# Humedal de Chandertal
El humedal de Chandertal, Tso Chigma o Chandra Taal (que significa el lago de la luna ), y también Chandra Tal es un lago en la parte del valle de Lahaul del distrito de Lahaul y Spiti, en el estado de Himachal Pradesh, en la India. Chandra Taal está cerca de la fuente del río Chandra. A pesar del entorno agreste e inhóspito, se encuentra en un nicho protegido con algunas flores y vida silvestre en verano. Es un lugar favorito para turistas y excursionistas de gran altura. Por lo general, se asocia con Spiti, pero geográficamente es parte de Lahaul. El Paso de Kunzum La separa los valles de Lahaul y Spiti. Los ríos que nacen aquí dan lugar al río Chenab.

## Descripción
El lago Chandra Taal se encuentra en la meseta de Samudra Tapu, que da lugar al río Chandra (una fuente del río Chenab ). El nombre del lago proviene de su forma de media luna. Se encuentra a una altitud de unos 4300 m en el Himalaya. Montañas de pedregal dominan el lago por un lado y un circo lo encierra por el otro. En torno al 65% del área de drenaje es un bosque degradado debido al excesivo pastoreo, mientras que el 35% está cubierto de pastos. Desde que es considerado un humedal importante para las aves, el gobierno ha colocado instalaciones para los excursionistas. En 2005, el entorno del lago se declaró sitio Ramsar, con una extensión de 49 ha.

## Acceso

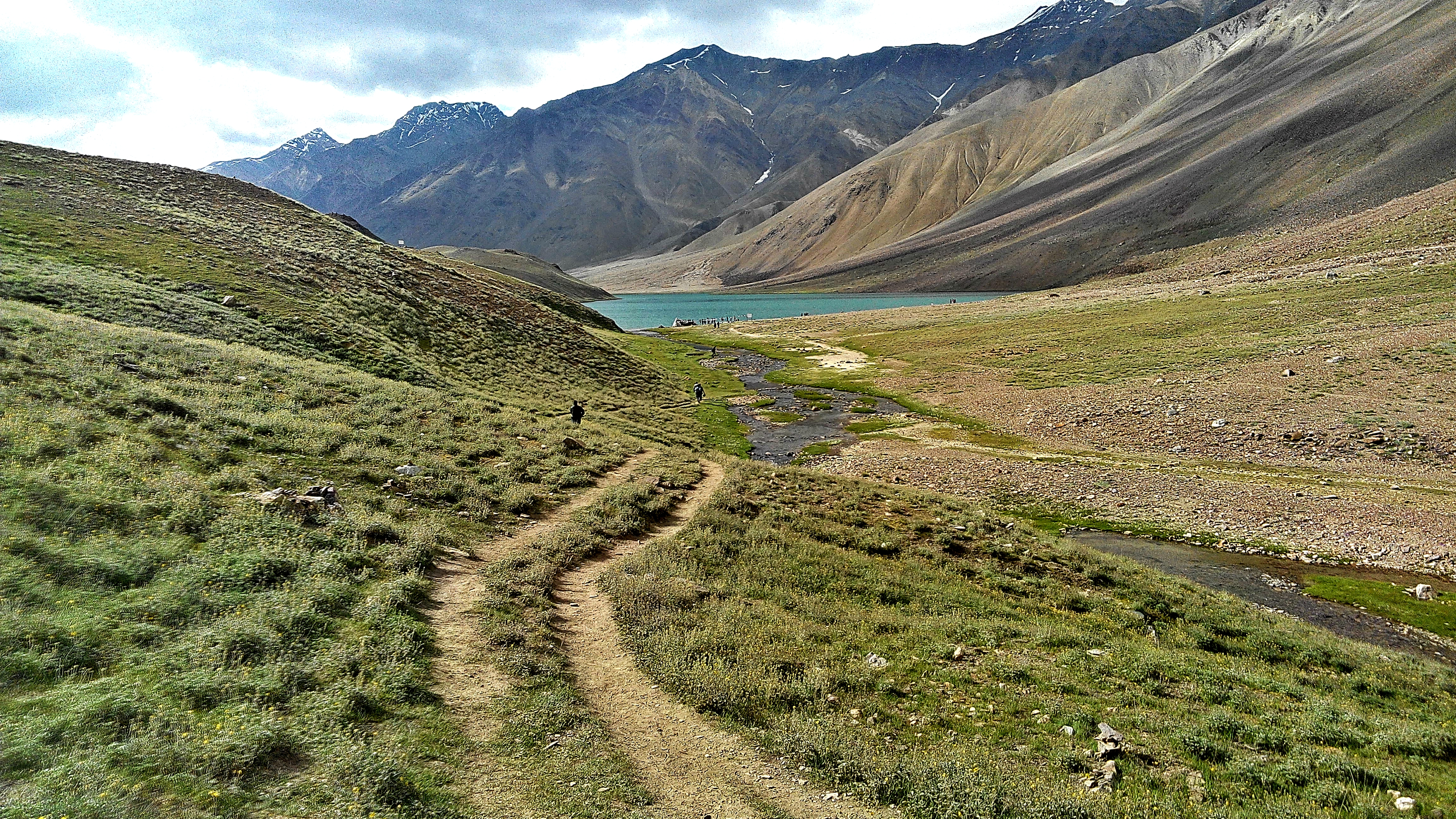
Camino de herradura a Chandra Taal, agosto de 2016

Chandertal es un destino turístico para excursionistas y campistas. Se puede acceder al lago por carretera desde Batal y por carretera y a pie desde el paso de Kunzum desde finales de mayo hasta principios de octubre. La carretera a Chandra Taal se bifurca desde la NH-505 a unos 2,9 km de Batal y 8 km del paso de Kunzum. Esta carretera de 12 km llega hasta un estacionamiento a 1 km del lago. Desde aquí, hay que llegar a pie hasta el lago. Se tarda aproximadamente dos horas desde el paso de Kunzum hasta Chandra Taal. También se puede acceder a Chandra Taal desde Suraj Tal, a 30 km de distancia.

## Fauna y Flora

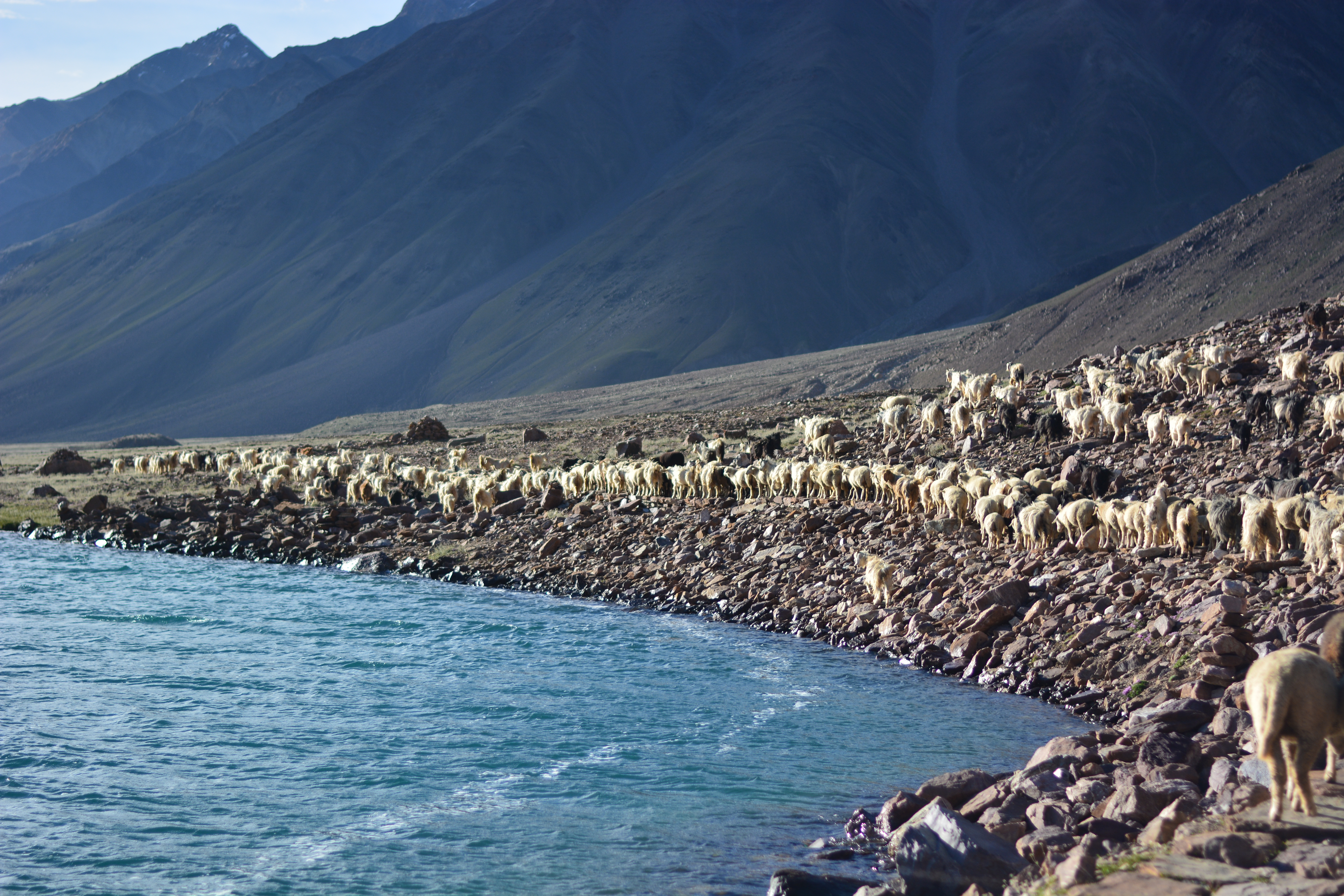
Rebaño de las ovejas junto al lago, en julio de 2016

Hay extensos prados a orillas del lago. Durante la primavera, estos prados se tapizan con cientos de variedades de flores silvestres. En 1871, Harcourt, comisionado adjunto de Kullu, informó que había una llanura de buena hierba al norte de Chadra Taal, donde los pastores traían grandes rebaños para pastar desde Kullu y Kangra. Debido al sobrepastoreo, los pastizales ahora están degradados. 

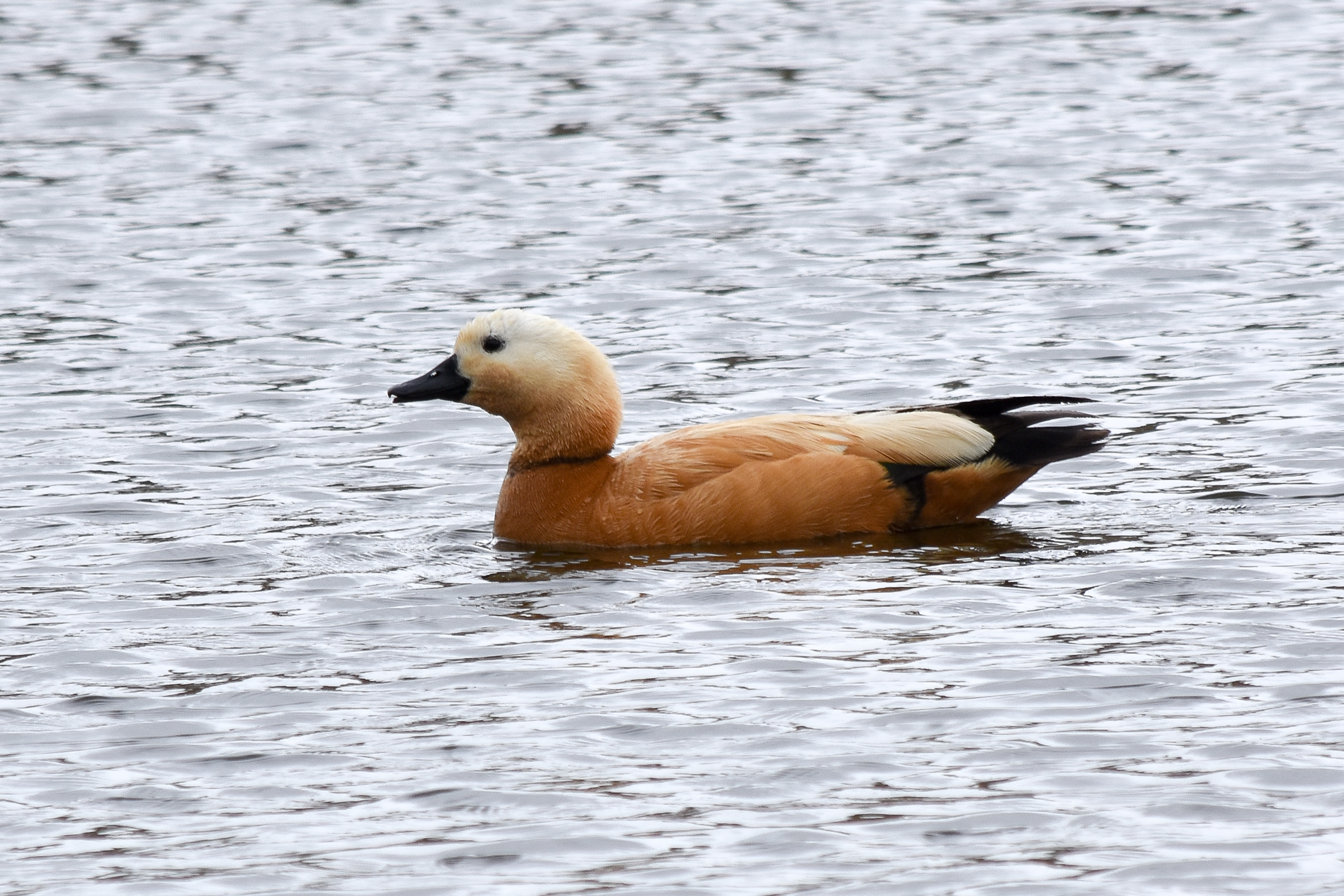
Tarro canelo en el lago, en junio de 2018

Chandertal es el hogar de especies como el leopardo de las nieves, el perdigallo himalayo, la perdiz chucar, la cigüeñuela negra, el cernícalo, el águila real, la chova, el zorro rojo, el íbice siberiano y el baral o carnero azul. Con el tiempo, estas especies se han adaptado al clima frío y árido, la intensa radiación y la deficiencia de oxígeno mediante el desarrollo de características fisiológicas especiales. Las especies migratorias como el tarro canelo se encuentran en verano.

## Otros detalles
El lago es uno de los dos humedales de gran altitud de la India que han sido designados como sitios Ramsar . El turismo parece estar teniendo su efecto en este prístino paraíso escondido debido al senderismo veraniego, que deja restos de basura y pisotea la vegetación dispersa. 
El alojamiento en tiendas está disponible a 5 km del lago.

## Galería

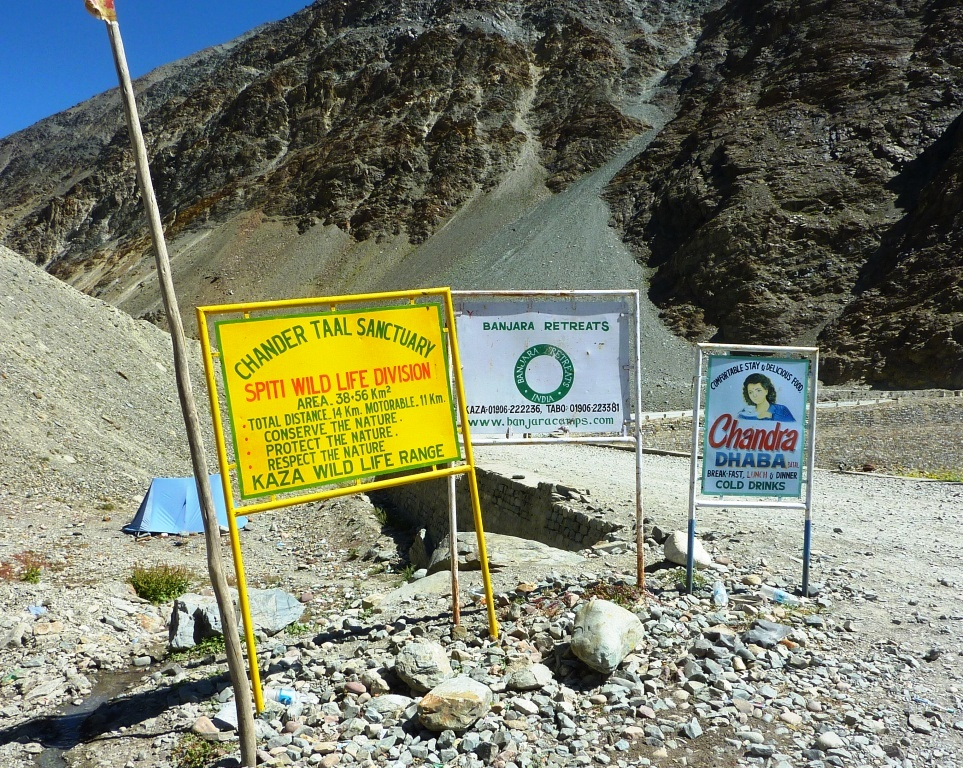
Cártel del Santuario de Vida Silvestre de Chander Taal.
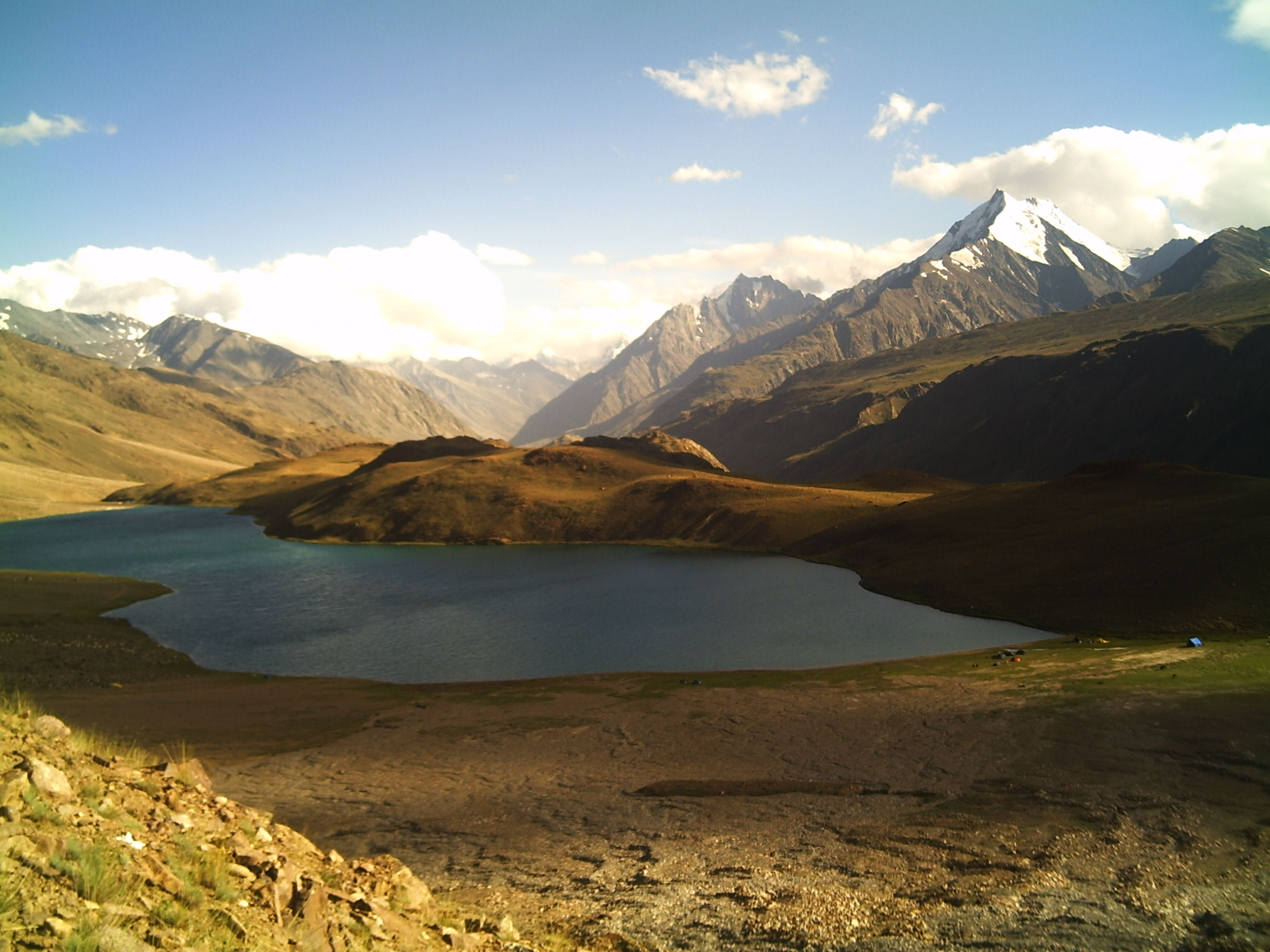
Vista de Chandertal, 2008
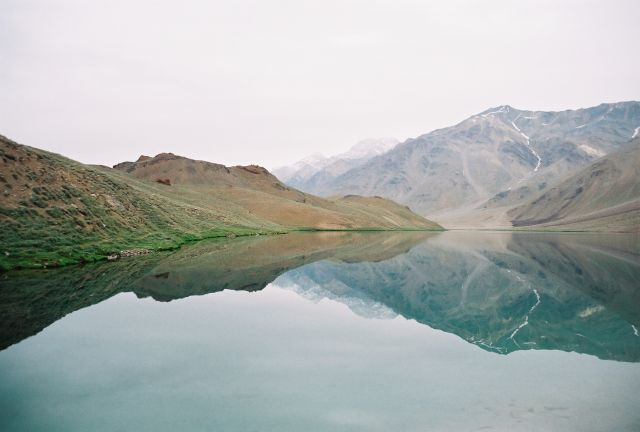
Chandertal
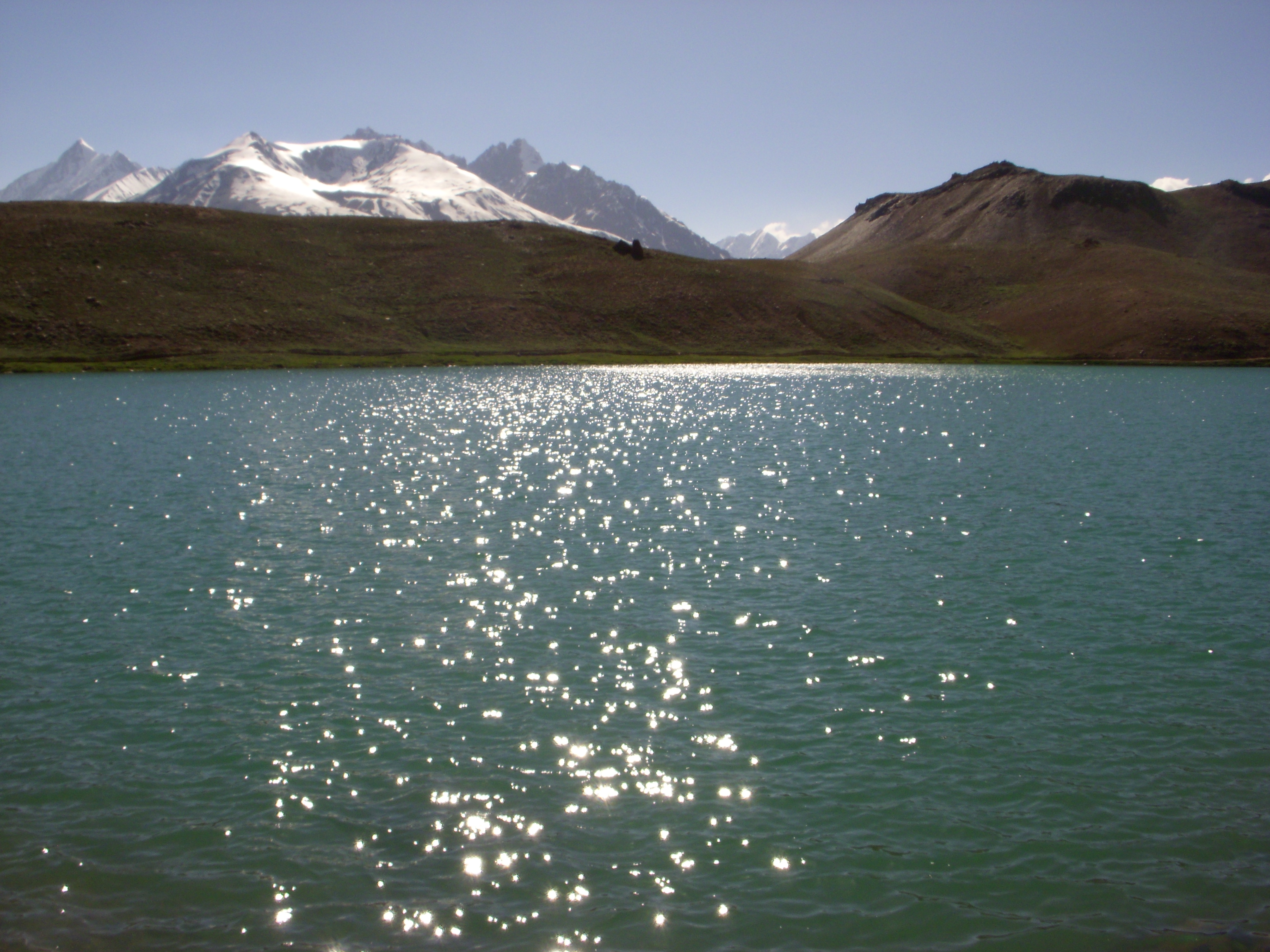
Chandra Taal reflejando el sol vespertino
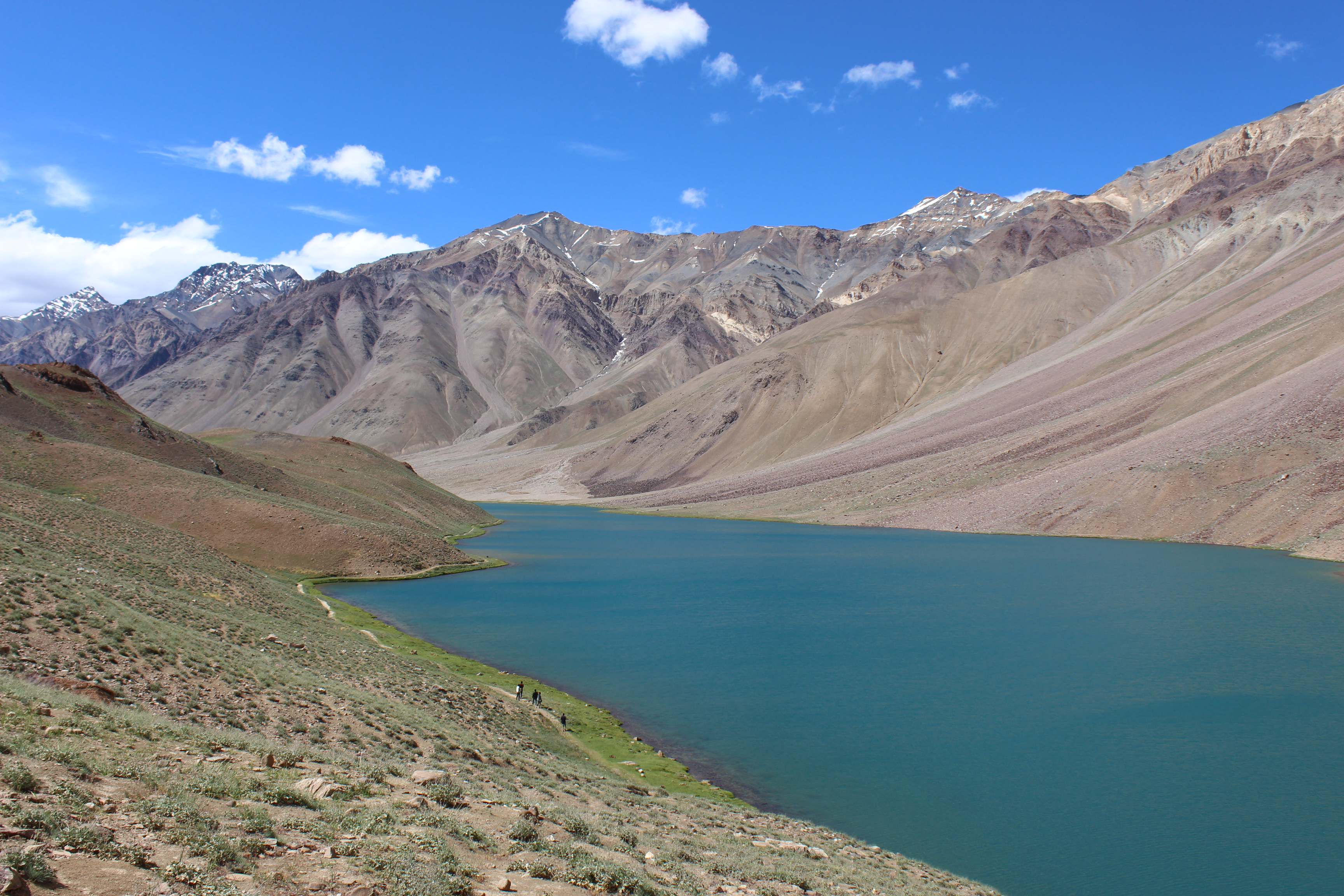
Sendero alrededor del lago, julio de 2017
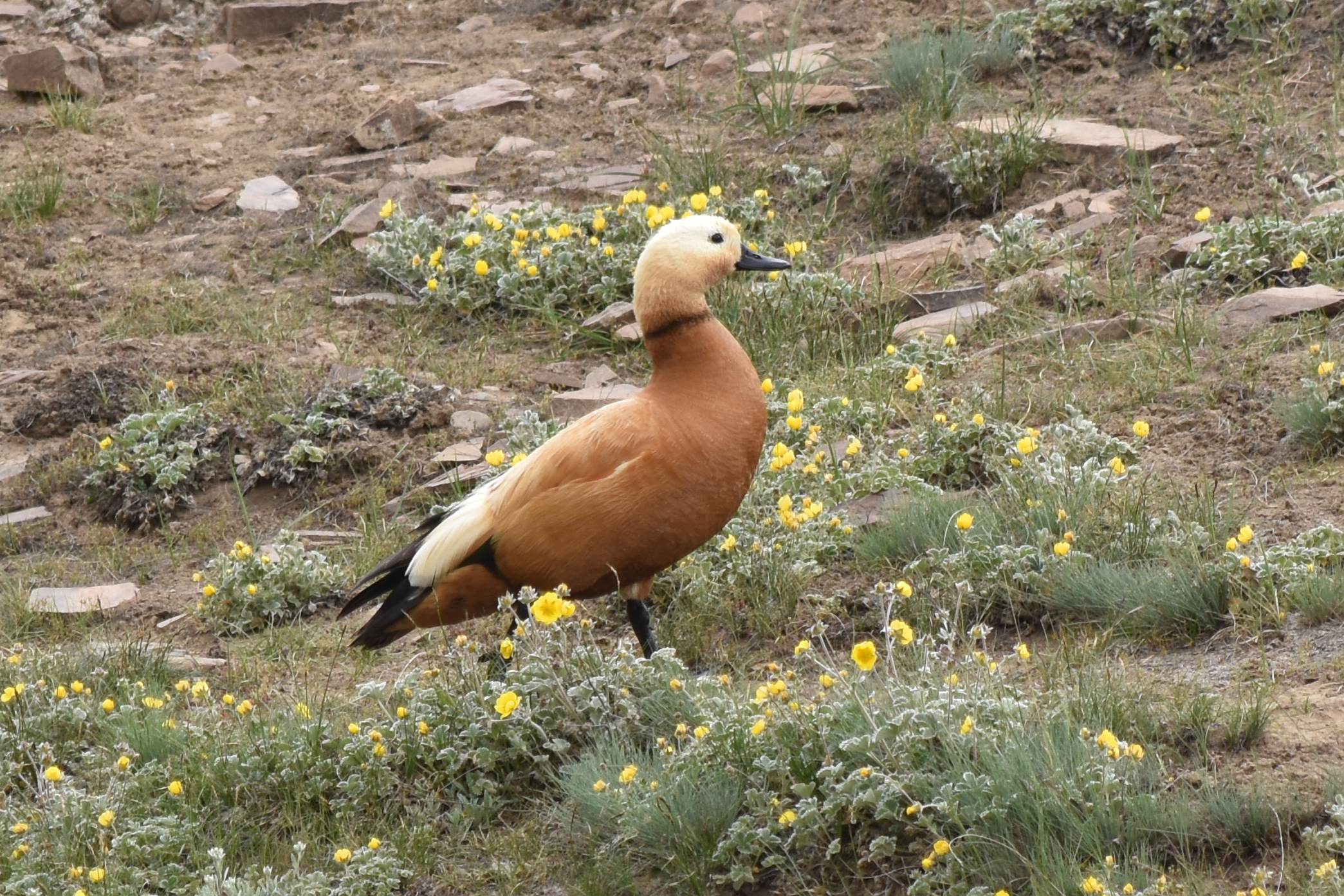
Tarro canelo y flores silvestres, junio de 2018
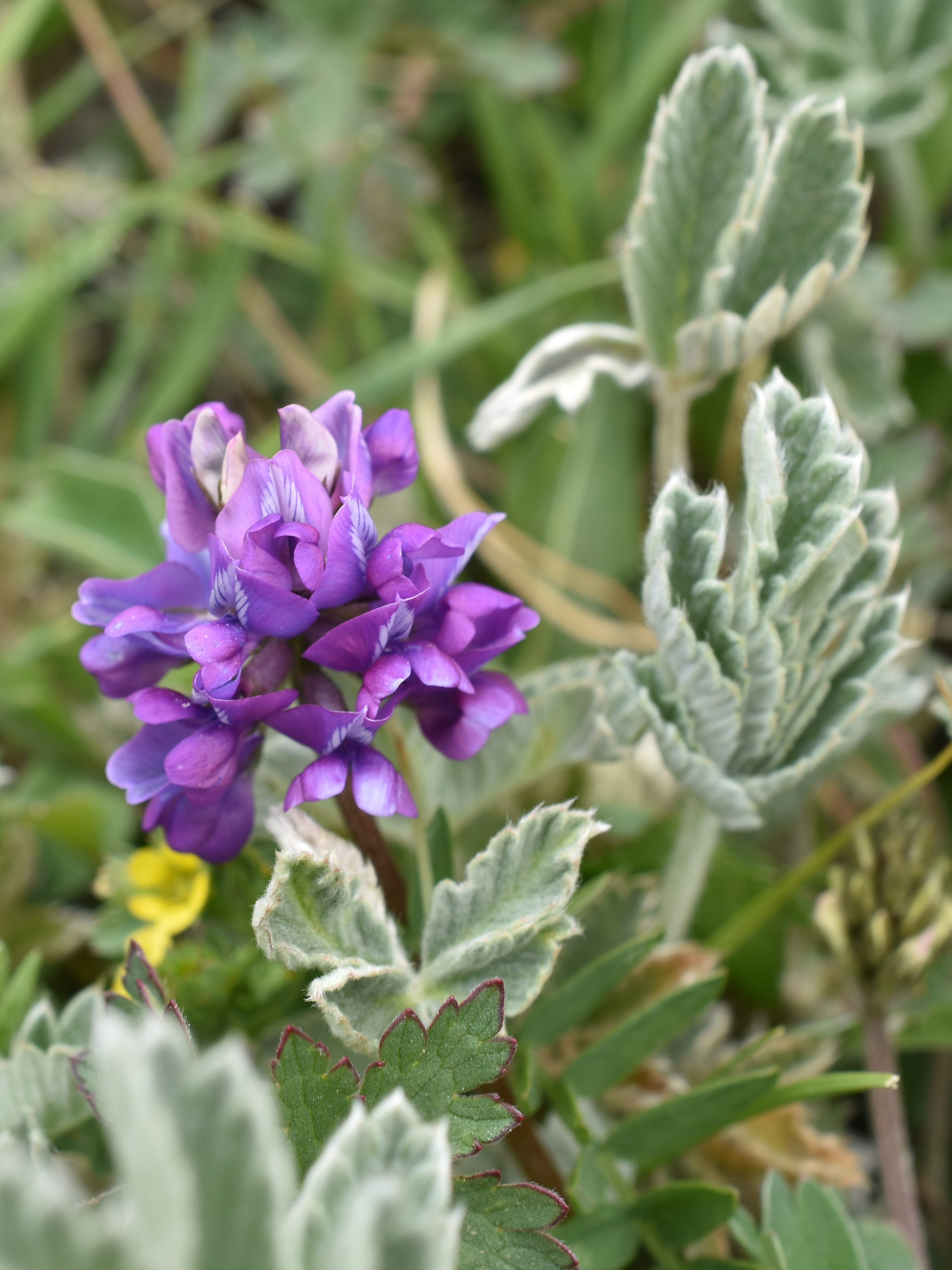
Flores silvestres, junio de 2018
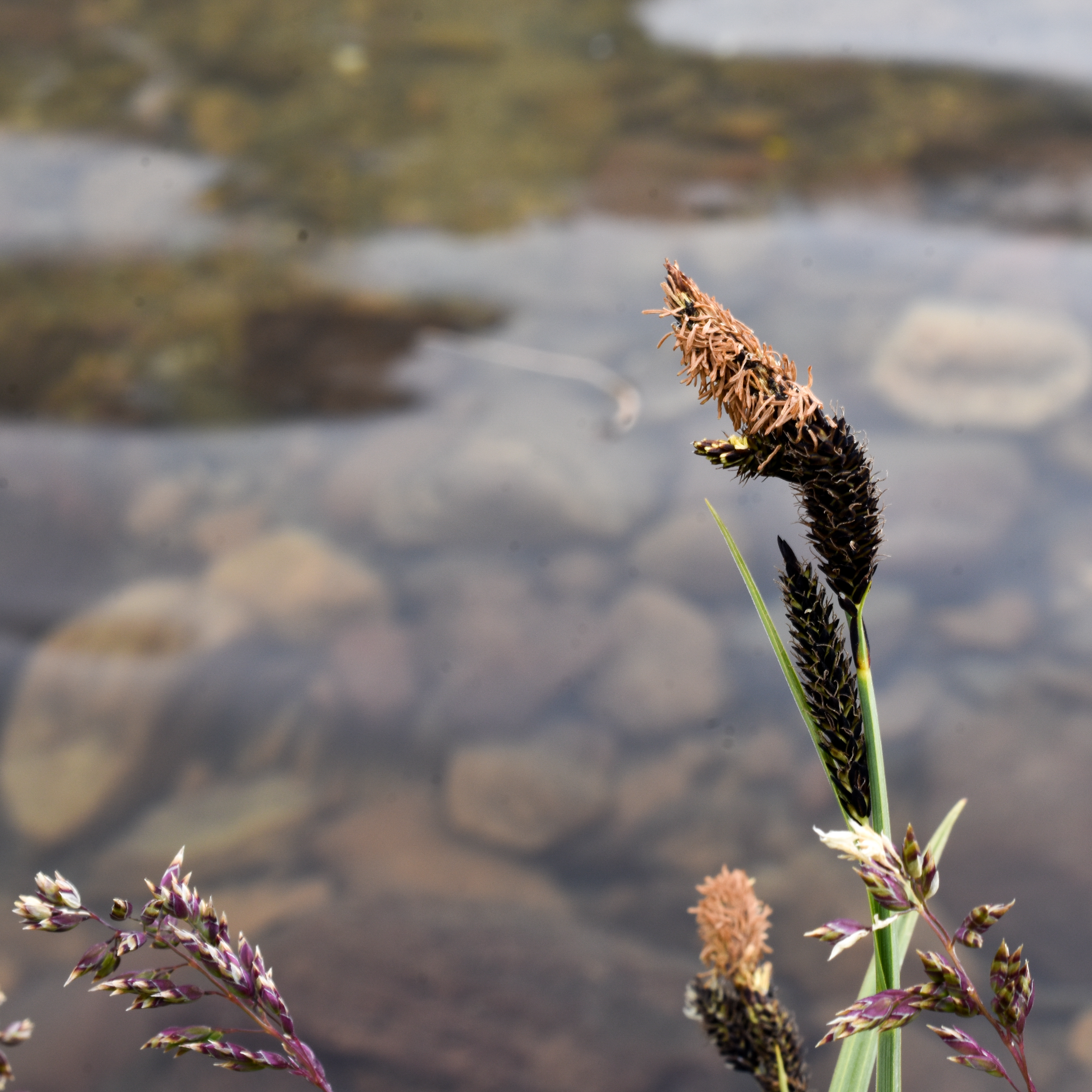
Flores junto al lago, junio de 2018